# Mad Men
Mad Men – amerykański serial telewizyjny, stworzony przez Matthew Weinera, emitowany był przez telewizję kablową AMC od 19 lipca 2007 do 17 maja 2015. W Polsce serial emitowany był przez stacje Fox Life i FOX (Polska) od 7 listopada 2010 roku oraz TVP Kultura, a od 2 lipca 2020 dostępny jest na platformie streamingowej Amazon Prime Video. Mad Men liczy 92 odcinki wyemitowane w siedmiu seriach.

## Fabuła
Akcja serialu rozgrywa się w Nowym Jorku od początku do końca lat 60. XX w. i skupia się na Donie Draperze (Jon Hamm), dyrektorze kreatywnym agencji reklamowej Sterling Cooper, oraz ludziach otaczających go w życiu zawodowym i prywatnym. Serial przedstawia zmiany obyczajowe zachodzące w Ameryce tamtych lat.

## Obsada

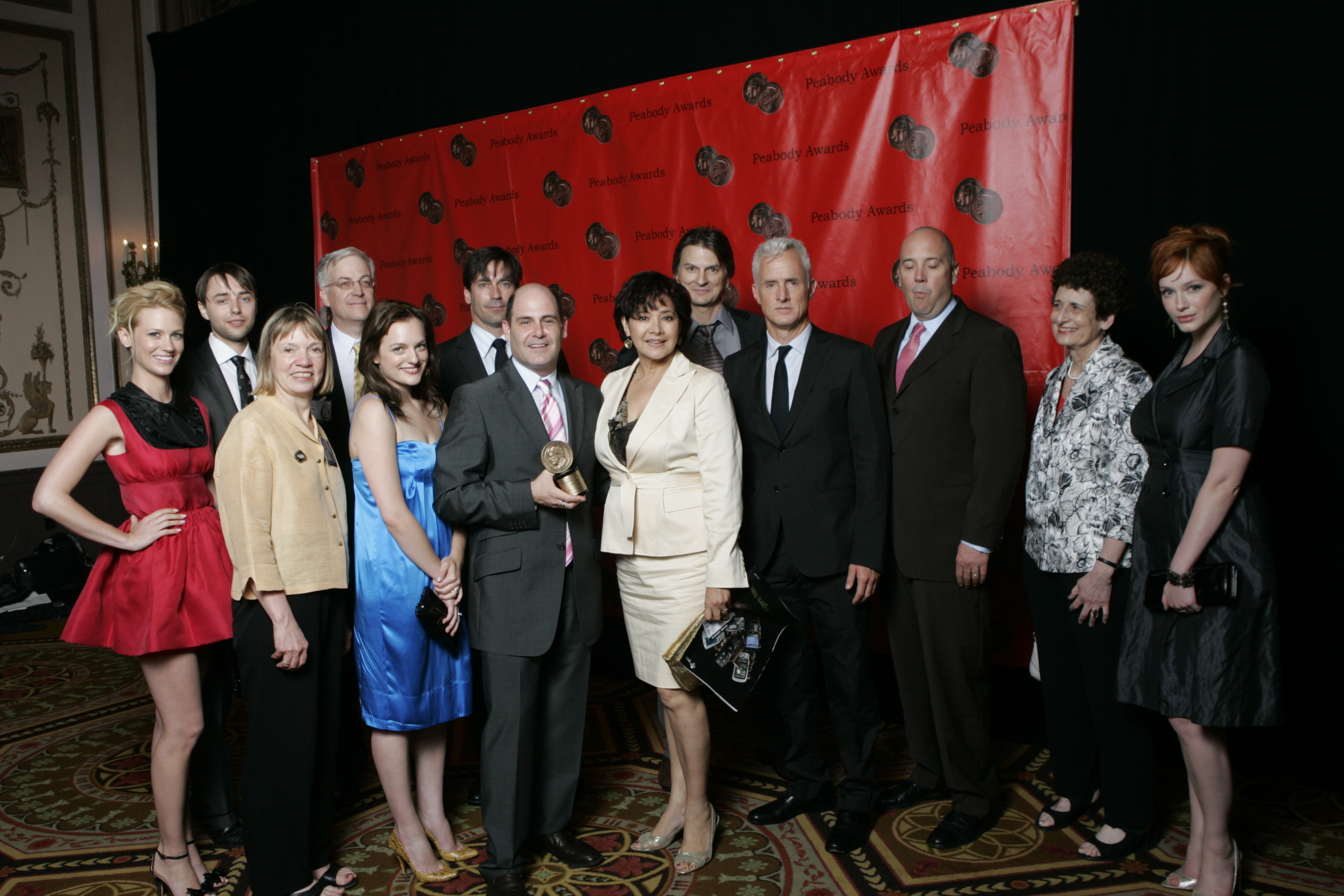
Ekipa Mad Men (2008)

| Aktor               | Postać           | Sezony      | Sezony      | Sezony      | Sezony      | Sezony      | Sezony      | Sezony      |             |
| Aktor               | Postać           | 1           | 2           | 3           | 4           | 5           | 6           | 7           |             |
| ------------------- | ---------------- | ----------- | ----------- | ----------- | ----------- | ----------- | ----------- | ----------- | ----------- |
| Jon Hamm            | Don Draper       | główna rola | główna rola | główna rola | główna rola | główna rola | główna rola | główna rola |             |
| Elisabeth Moss      | Peggy Olson      | główna rola | główna rola | główna rola | główna rola | główna rola | główna rola | główna rola |             |
| Vincent Kartheiser  | Pete Campbell    | główna rola | główna rola | główna rola | główna rola | główna rola | główna rola | główna rola |             |
| January Jones       | Betty Draper     | główna rola | główna rola | główna rola | główna rola | główna rola | główna rola | główna rola |             |
| Christina Hendricks | Joan Holloway    | główna rola | główna rola | główna rola | główna rola | główna rola | główna rola | główna rola |             |
| Bryan Batt          | Salvatore Romano | główna rola | główna rola | główna rola |             |             |             |             |             |
| Michael Gladis      | Paul Kinsey      | główna rola | główna rola | główna rola |             | gościnnie   |             |             |             |
| Aaron Staton        | Ken Cosgrove     | główna rola | główna rola | główna rola | główna rola | główna rola | główna rola | główna rola |             |
| Rich Sommer         | Harry Crane      | główna rola | główna rola | główna rola | główna rola | główna rola | główna rola | główna rola |             |
| Maggie Siff         | Rachel Menken    | główna rola | gościnnie   |             |             |             |             | gościnnie   |             |
| John Slattery       | Roger Sterling   | powracająca | główna rola | główna rola | główna rola | główna rola | główna rola | główna rola |             |
| Robert Morse        | Bert Cooper      | powracająca | powracająca | główna rola | główna rola | główna rola | główna rola | główna rola | główna rola |
| Jared Harris        | Lane Pryce       |             |             | powracająca | główna rola | główna rola |             |             |             |
| Kiernan Shipka      | Sally Draper     | powracająca | powracająca | powracająca | główna rola | główna rola | główna rola | główna rola |             |
| Jessica Paré        | Megan Draper     |             |             |             | powracająca | główna rola | główna rola | główna rola |             |
| Christopher Stanley | Henry Francis    |             |             | powracająca | powracająca | główna rola | główna rola | główna rola |             |
| Jay R. Ferguson     | Stan Rizzo       |             |             |             | powracająca | główna rola | główna rola | główna rola |             |
| Kevin Rahm          | Ted Chaough      |             |             |             | powracająca | powracająca | główna rola | główna rola |             |
| Ben Feldman         | Michael Ginsberg |             |             |             |             | powracająca | główna rola | główna rola |             |

## Znaczenie tytułu
Tytuł serialu jest grą słów: mad men dosłownie znaczy po angielsku „szaleńcy”, co może odnosić się do ryzykownych decyzji podejmowanych w agencji reklamowej, ale i do slangowego określenia ad men (od ang. advertising men), czyli po prostu „ludzi reklamy”. Sformułowanie mad men jest też jednak skrótem od nazwy nowojorskiej alei Madison Avenue, przy której swoje siedziby mają liczne agencje reklamowe – wówczas tytuł oznaczałby „Facetów z Madison Avenue” (informacja o tym została podana w 1. odcinku serialu).

## Nagrody
Mad Men został bardzo dobrze przyjęty przez krytykę: w 2008 zdobył Złote Globy dla najlepszego serialu obyczajowego i dla najlepszego aktora w roli pierwszoplanowej (Jon Hamm). W tym samym roku otrzymał również 6 nagród Emmy, w tym dla najlepszego serialu obyczajowego i za najlepszy scenariusz. W 2009 Mad Men zdobył po raz drugi z rzędu Złoty Glob i nagrodę Emmy dla najlepszego serialu obyczajowego. Rok 2010 przyniósł mu kolejny Złoty Glob i nagrodę Emmy za najlepszy serial obyczajowy.